# Front d'Alliberament Gai de Catalunya
El Front d'Alliberament Gai de Catalunya (Frente de Liberación Gay de Cataluña) fue fundado en 1975, tras la muerte del dictador Francisco Franco. Durante los años de la dictadura funcionó un grupo embrión del que fue posteriormente el FAGC bajo el nombre de Movimiento Español de Liberación Homosexual (MELH). La historia del FAGC es también la historia del movimiento gay en Cataluña. El FAGC fue también uno de los motores en la creación de la Coordinadora de Frentes de Liberación Homosexual del Estado Español (COFLHEE), pionera también de las organizaciones estatales, con colectivos en País Vasco, Galicia, Cataluña, Murcia, Andalucía y Castilla.

## Historia

### Antecedentes
Con su Heraclés: sobre una manera de ser, escrito en 1955 y publicado recién en 1975, el poeta valenciano Juan Gil-Albert fue el primer autor de España que escribió un tratado defensivo de la homosexualidad, al contrario de las habituales denuncias morales o psiquiátricas.
Durante los últimos años de la dictadura franquista funcionó un grupo (embrión del que fue posteriormente el FAGC) bajo el nombre de Movimiento Español de Liberación Homosexual (MELH), creado en 1972. En 1970 el gobierno franquista propuso reemplazar la republicana Ley de vagos y maleantes de 1933, modificada en 1954 cuando la dictadura imponía concentrar a los homosexuales en campos de trabajos forzados. La nueva Ley sobre peligrosidad y rehabilitación social mucho más represiva condenaba además de los actos sexuales, las asociaciones, encuentros y cualquier expresión (verbal o vestimentario) que podía suponer una inclinación homosexual, inspirada, entre otros por la iglesia y las teorías de prevención del psiquiatra del régimen Juan José López Ibor para "proteger" a la familia y al matrimonio. Una enmienda de 1971 a la ley, reemplazaba entre otros a los campos de trabajos forzados en Badajoz y Huelva por el eufemismo «Centros de rehabilitación social».

### Fin de la dictadura y transición democrática (1970-1982)
Clandestinamente, desde 1970, Armand de Fluvià organizó contactos informales en Barcelona, Madrid y París, que transformó en 1972 en el grupo de estudios MELH que se reunió regularmente entre 1972 y 1975. Otros militantes de esa época fueron Aloisios, Miguel Arias, Francisco Javier Collado, Lubara Guilver y Germán Pedra. Poco después de la muerte del dictador Francisco Franco, transformó el grupo en FAGC. El primer objetivo era la abolición de la Ley de Peligrosidad Social y las incursiones de la policía en los locales y lugares de encuentro gay. Se estima que entre 1976 y 1977 todavía unas 600 personas estuvieron encarceladas de las que ninguna gozó de las medidas de amnistía de la transición. El 26 de junio de 1977 el FAGC organizó su primera gran manifestación de Orgullo Gay en La Rambla de Barcelona, a la que asistieron cerca de 5000 personas LGBTI, políticos, simpatizantes y sindicalistas. Un año más tarde, en 1978 ya contaba con 2000 miembros aunque recién en 1980 la organización obtuvo su estatuto legal. En el marco de la transición democrática, el movimiento obtuvo un largo apoyo de organismos sindicales y partidos políticos que ellos mismos apenas habían obtenido su estatuto legal.
El primer texto reivindicativo y el "documento fundador" del movimiento gay español fue el Manifiesto de 1977 del FAGC. El texto se inspiraba bastante en las teorías de Louis Althusser, sobre las relaciones causales entre la familia tradicional, el capitalismo, la represión sexual y la identidad de género. Bajo la presión de los activistas, artículos sobre la represión de la homosexualidad fueron abolidos en 1978, aunque sólo en 1995 la ley franquista fue completamente abrogada. Durante la transición democrática española, el FAGC fue la fuerza líder de toda la península ibérica.